# Dave Hazard
Pour les articles homonymes, voir Hazard.
Vous pouvez aider à l'améliorer ou bien discuter des problèmes sur sa page de discussion.
- Il ne cite pas suffisamment ses sources. Vous pouvez indiquer les passages à sourcer avec {{référence nécessaire}} ou {{Référence souhaitée}}, et inclure les références utiles en les liant aux notes de bas de page. (Marqué depuis août 2024)
- Certaines informations devraient être mieux reliées aux sources mentionnées dans la bibliographie ou les liens externes. Améliorez sa vérifiabilité en les associant par des références. (Marqué depuis août 2024)
- Son texte doit être wikifié : il ne correspond pas à la mise en forme Wikipédia (style, typographie, liens internes, liens entre les wikis, etc.). (Marqué depuis août 2024)
- Il est orphelin : moins de trois articles lui sont liés. Aidez à ajouter des liens en plaçant le code [[Dave Hazard]] dans les articles relatifs au sujet. (Marqué depuis août 2024)

- Archive Wikiwix
- Bing
- Cairn
- DuckDuckGo
- E. Universalis
- Gallica
- Google
- G. Books
- G. News
- G. Scholar
- Persée
- Qwant
- (zh) Baidu
- (ru) Yandex
- (wd) trouver des œuvres sur Wikidata

 (novembre 2022).
David Hazard, né en 1952 à Londres, est un karatéka britannique.
Il est 7e dan de karaté et instructeur de karaté Shotokan.

## Biographie

### Premières années
David Frederick Hazard est né à Bow, district de Londres en Angleterre, en 1952.
Son père est propriétaire d'une agence de transport routier tandis que sa mère travaille sur les quais. Lorsqu'il a 7 ans, sa famille déménage à Harlow, dans l'Essex, dans une maison plus spacieuse. À l'âge d'environ 13 ans, ses parents se séparent, et sa mère repart à l'est de Londres, à Leyton, dans un appartement avec ses enfants.
Il fréquente alors l'école secondaire du Manoir Ruckholt, un lieu rude et ancien. Il est mêlé à des histoires de gang et sa mère prend parti afin qu'il puisse se venger. David n'est pas un élève modèle et passe ses vendredis après-midi avec le directeur pour cause de bagarres. Un professeur le défie au combat et il est finalement invité à boire un verre dans un pub avec un professeur qui lui conseille d'être plus constructif. Un autre abusera de son pouvoir en le jetant par la fenêtre du deuxième étage. Ceci lui causera un cas de cécité et provoquera des fractures sur les membres inférieurs et les hanches[réf. nécessaire].

### Travail
Hazard quitte l'école à l'âge de 16 ans et devient apprenti coiffeur chez un barbier.
Un client lui parle du club de karaté Blackfriars où se trouvent des instructeurs japonais. En août 1969, il s'y rend pour voir la première séance avec Keinosuke Enoeda assisté par Kato, et il décide de devenir aussi bon que la ceinture jaune qu'il avait observée ce jour-là. En 1972, il passe son premier dan de karaté. Lors de la session, il porte toujours sa ceinture marron et Enoeda échange sa ceinture avec la sienne, lui disant de conserver la ceinture avec le nom d'Enoeda brodé dessus. Peu de temps après, il est sélectionné par l'équipe nationale britannique [réf. nécessaire]. Pour causes de rénovations, le dojo Blackfriars doit fermer ses portes, mais Hazard a finalement atteint le niveau pour ouvrir sa propre salle[réf. nécessaire].

### Entrainement auJapon
En 1977[réf. nécessaire], Hazard voyage vers le Japon, afin de s'entraîner avec les meilleurs maîtres de karaté. Lorsqu'il quitte Londres, Tomita l'attend à l'aéroport, ce qui le surprend. À la suite de son entraînement au siège social de la JKA dans le quartier d'Ebisu à Tokyo, il est recommandé par Enoeda pour étudier la technique de Mikio Yahara qui avait une construction similaire. Ils s'entraînent ainsi tous les deux.

### Entrée dans l'organisation SEKU
En avril 1982, vingt clubs du sud de l'Angleterre menés par Mick Dewey du club de Portsmouth décident de quitter le KUGB pour former une nouvelle association, l'Union anglaise de karaté sud. Lorsque les clubs du nord de l'Angleterre fusionnent, elle est renommée Union anglaise de karaté Shotokan. En 1985, l'organisation grandit. Dewey demande à son ami de longue date, Hazard, de rejoindre l'organisation en tant que chargé de la procédure. Afin de devenir un examinateur de grade au sein de l'organisation SEKU, Hazard devait avoir son propre club, et il fait donc le déplacement de Londres vers Brighton où il prend en main le club de karaté. Au sein de l'organisation SEKU, Hazard commence une classe d'instructeur dans la même lignée que son entraînement au Japon où il peut améliorer la qualité et l'uniformité de son enseignement[réf. nécessaire].

### Fondation de l'Académie de karaté Shotokan
En 2003, Hazard quitte l'organisation SEKU[réf. nécessaire] après y avoir passé dix-neuf ans, afin de créer sa propre fédération, l'ASK (Académie de karaté Shotokan). Cette organisation promeut l'excellence à travers le karaté Shotokan en tant qu'art martial plutôt qu'en tant que sport.
Keinosuke Enoeda autorise alors l'étude[réf. nécessaire] des katas et de leurs applications en self-défense. Les membres proviennent de l'organisation SEKU, d'Irlande et du Canada.
Les compétitions ont lieu deux fois par an à Nottingham en Angleterre. La première compétition a été organisée par la femme d'Enoeda, alors veuve. Lors de la compétition internationale de Ippon Shobu en 2006 à Guildford Spectrum, c'est l'équipe 5 du dojo Kihaku qui remporte la rencontre inter-fédérale, ce qui fait gagner en prestige la fédération dans le classement du système Ippon Shobu[réf. nécessaire].
L'examinateur de grade et l'instructeur supérieur pour le sud de l'Angleterre est Jess Lavender qui prend en main le Dojo Brighton de Hazard à la suite du départ de ce dernier vers Nottingham[réf. nécessaire].